# طواف إفريقيا للدراجات 2018
طواف أفريقيا للدراجات 2018 (بالإنجليزية: 2018 UCI Africa Tour)‏ هو سباق دراجات هوائية،  وهو أحد سباقات طواف أفريقيا للدراجات.

## السباقات
| طواف أفريقيا للدراجات | طواف أفريقيا للدراجات | طواف أفريقيا للدراجات | طواف أفريقيا للدراجات                        | طواف أفريقيا للدراجات   | طواف أفريقيا للدراجات | طواف أفريقيا للدراجات | طواف أفريقيا للدراجات | طواف أفريقيا للدراجات |
| التاريخ               | #                     | البلد                 | السباق                                       | الفائز                  | الثاني                | الثالث                |                       |                       |
| --------------------- | --------------------- | --------------------- | -------------------------------------------- | ----------------------- | --------------------- | --------------------- | --------------------- | --------------------- |
| 12-19 نوفمبر          | 1                     | RWA                   | طواف رواندا                                  | Joseph Areruya ‏         | Metkel Eyob ‏          | Suleiman Kangangi ‏    |                       |                       |
| 15-21 يناير           | 2                     | GAB                   | لا تروبيكال أميسا بونغو                      | Joseph Areruya ‏         | نيكوديموس هولر        | داميان جودين          |                       |                       |
| 26-29 يناير           | 3                     | ALG                   | سباق زيبان الدولي                            | عبدلله هيدا ‏            | أبيل تويلدمدهن ‏       | فلوريان ديريوكس ‏      |                       |                       |
| 20-23 فبراير          | 4                     | ALG                   | Grand Prix international de la ville d'Alger | Charálampos Kastrantás ‏ | Mounir Makhchoun ‏     | Gaëtan Bille ‏         |                       |                       |
| 20-23 مارس            | 5                     | TUN                   | Tour de la Pharmacie Centrale                | Gaëtan Bille ‏           | أدريان توماس ‏         | Stéphane Poulhies ‏    |                       |                       |
| 6-15 أبريل            | 6                     | MAR                   | طواف المغرب                                  | David Rivière ‏          | أليكسي فيرمولين       | نيكوديموس هولر        |                       |                       |
| 23-26 أبريل           | 7                     | RSA                   | Tour de Limpopo                              | Gustav Basson ‏          | Jayde Julius ‏         | كلينت هيندريكس        |                       |                       |
| 6 مايو                | 8                     | RSA                   | 100 Cycle Challenge                          | نولان هوفمان            | Jayde Julius ‏         | ريان هاريس ‏           |                       |                       |